# 第一環境
第一環境株式会社は、日本の水道サービスや環境事業などを行う会社である。
水道料金徴収事業は株式会社ジェネッツと並んで業界大手である。東京都港区に本社がある。

## 沿革
- 1967年（昭和42年）7月 三井不動産の全額出資により千葉共同開発株式会社を設立
- 1971年（昭和46年）4月 千葉共同開発(株)に環境部を設置し公共下水道施設の維持管理業務受託
- 1975年（昭和50年）11月 千葉共同開発(株)より環境部を分離独立させ第一環境事業株式会社を設立
- 1991年（平成3年）10月 第一環境事業(株)と第一環境プラント(株)が合併し第一環境株式会社となる
- 1992年（平成4年）11月 水道料金徴収システムの自社開発及び運用開始
- 1996年（平成8年）7月 水道料金徴収2層CSS（クライアント・サーバー・システム）の自社開発及び運用開始
- 2000年（平成12年）
  - 8月 関西支店開設。
  - 10月 ハンディターミナル検針・収納システムのソフトウェア自社開発及びメンテナンス事業開始
- 2001年（平成13年）
  - 8月 ISO9002認証取得（平成15年10月 ISO9001へ移行登録）。
  - 11月 水道料金徴収3層CSS VSPシステムの自社開発及び全国規模ネットワーク運用開始。
- 2002年（平成14年）
  - 4月 中部支店開設 中・四国支店開設。
  - 9月 ISO14001認証取得。
- 2003年（平成15年）
  - 6月 第一環境サービス株式会社を合併統合
  - 9月 情報セキュリティマネジメントシステム（ISMS認証基準Ver.2.0）取得。
  - 9月 情報セキュリティマネジメントシステムのISMS認証基準Ver.2.0をISO/IEC 27001へ移行登録。九州支店開設（現 九州・沖縄支店） 。
- 2010年（平成22年）
  - 4月 東北支店開設。
  - 8月 プライバシーマークの付与認定。
- 2011年（平成23年）
  - 2月 本社を東京都港区赤坂に移転。
  - 4月 北海道支店開設
- 2012年（平成24年）8月 第一環境アクア株式会社を合併統合。

## 事業内容
- 水道サービス部門 上下水道料金徴収業務、給水装置管理業務、管路管理業務、上下水道施設運転・管理業務、水道料金電算処理システムの開発・運用、ハンディターミナルの販売及び関連ソフトウエア開発
- 環境事業部門 除害、中水道設備の設計・施工及び保守管理業務、浄化槽の設計・施工及び保守管理業務、上下水道施設、各種水処理装置の設計・施工及び配管設備の設計・施工及び保守管理業務、貯水槽及び配管設備の清掃、リフォーム、建設工事、土木工事の設計・施工、ビル、住宅及び工業団地の総合管理